# Повітродувка

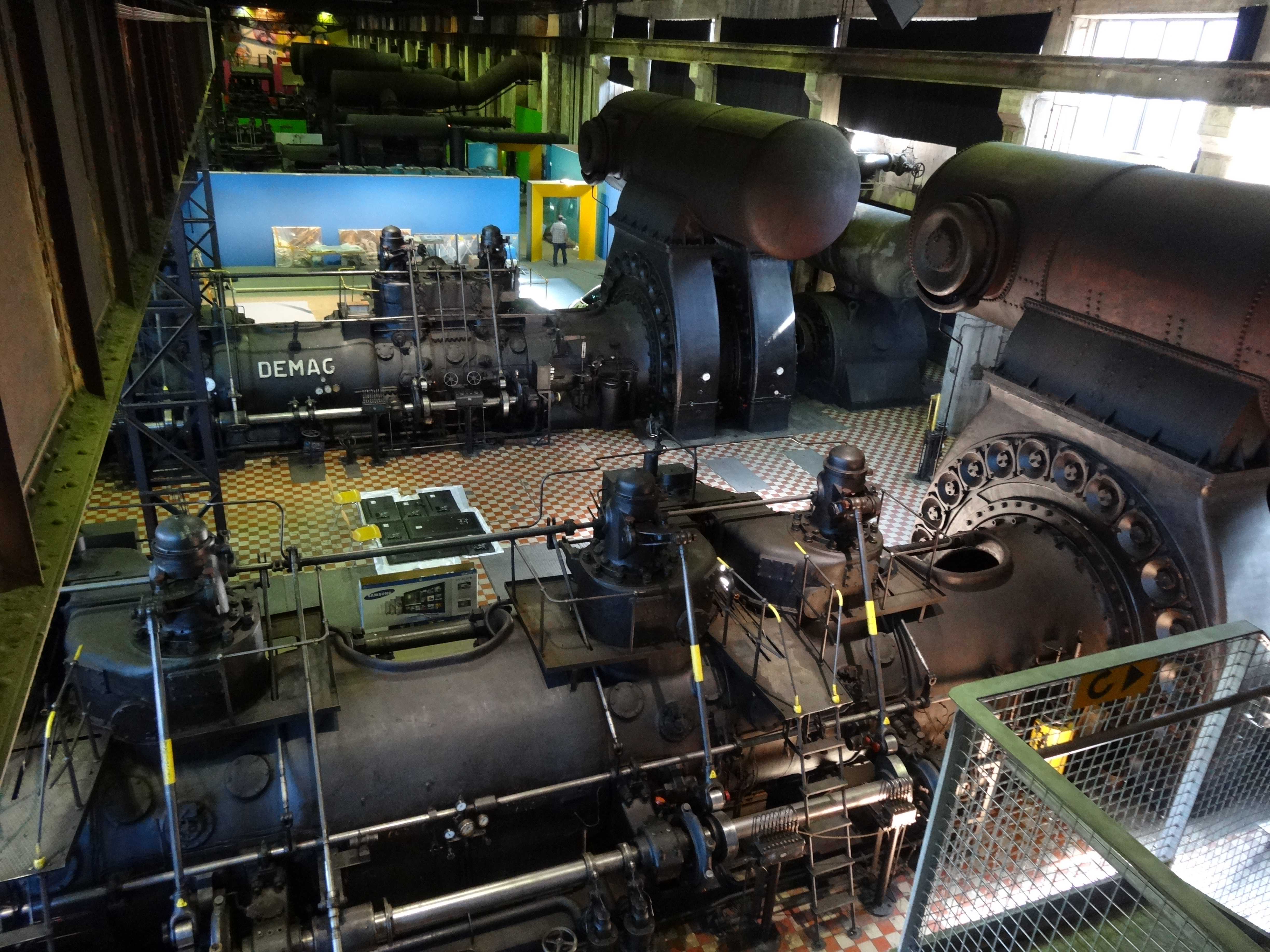
Повітродувки на колишньому Фольклінгенському металургійному комбінаті, Німеччина.

Повітродувка — повітродувна машина для стискання й подачі повітря. Основним споживачем стисненого повітря, вироблюваного повітродувками, є чорна металургія. У чорній металургії повітродувками називають машини, що стискають повітря до абсолютного тиску близько 2,1 — 5 атм. На доменних печах на виробництво 1 т чавуну витрачається близько 2 т стисненого повітря. Окрім подачі дуття для доменного виробництва стиснене повітря виробляється повітродувками й для кисневих станцій, бесемерівських конверторів (вийшли з вжитку у 20 столітті), установок безперервного розливання сталі, для процесів горіння у нагрівальних колодязях і печах, для виробничих процесів у ливарних цехах, для аерації різноманітних виробництв тощо. Використовуються на хімічних, металургійних, коксохімічних підприємствах, дріжджовому і цукровому виробництвах, електростанціях, у системах промислової вентиляції і пристроях пневмотранспорту, на очисних спорудах тощо.

## Історія

### Клинчасті міхи

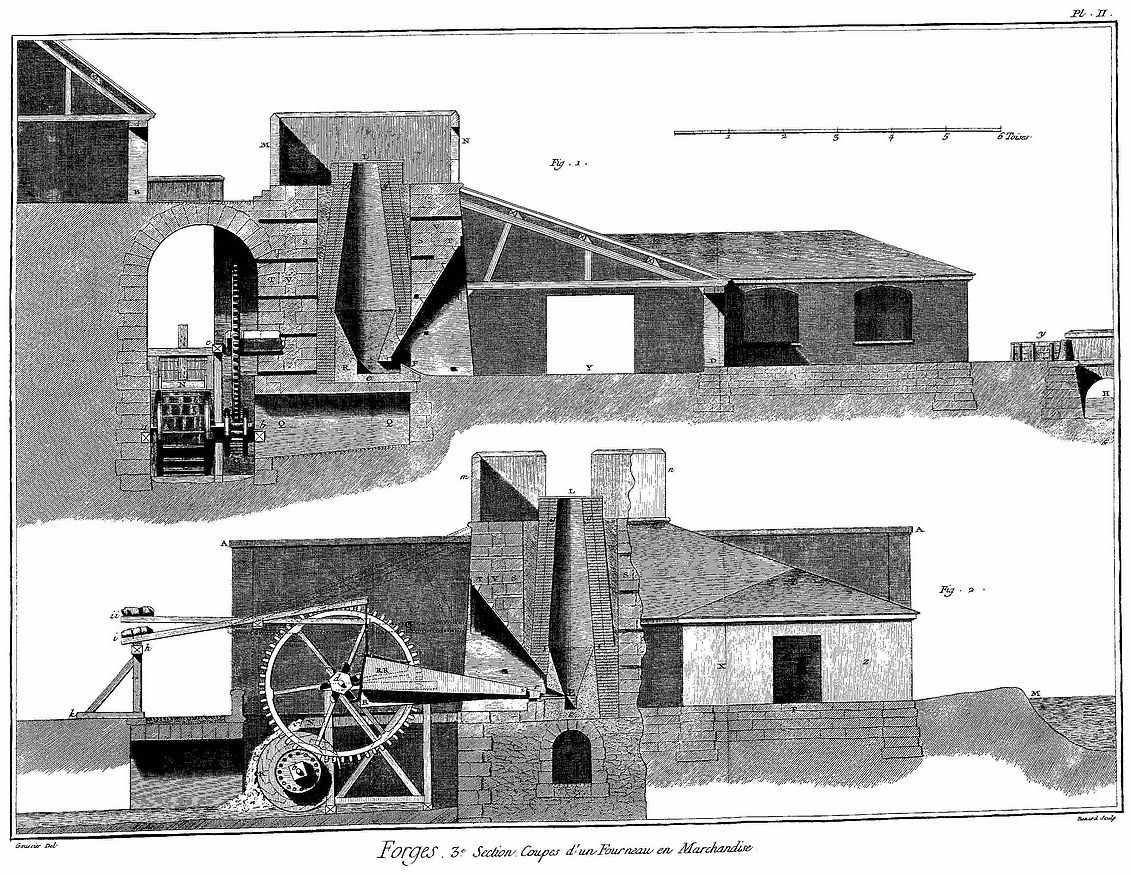
Повітродувка з клинчастих міхів для подачі дуття у доменну піч. 18 століття. Ілюстрація з «Енциклопедії» Дідро та Д'Аламбера.

Приблизно з 13 століття середньовічні металурги для приведення клинчастих міхів в дію почали використовувати енергію водяного колеса. Це стало однією з умов перетворення сиродутного горна на доменну піч. У доменному виробництві протягом століть для подачі дуття у доменну піч використовувалися клинчасті міхи, що працювали від водяних коліс. Міхи виготовлялися з деревини й шкіри. Клинчасті міхи давали не більш як 200 кубічних футів (5,7 м³) повітря на хвилину.

### Ящикові міхи
З 16 століття замість клинчастих міхів часто використовувалися дерев'яні ящикові з поршнем.

### Циліндричні балансирні міхи
У другій половині 18 століття з'явилися циліндричні повітродувні машини. Циліндричні міхи складалися з чавунного циліндра і поршня, що щільно прилягав до його стінок. Поршень закріплявся на штоку, що рухався від водяного колеса. Пізніше почали застосовувати для цього парової машини. Рух від водяного колеса або парової машини до поршня передавася через балансири. Циліндричні міхи були однодувні й дводувні. У однодувних поршень нагнітав повітря тільки в один бік, наприклад, коли рухався донизу. Такі цилінди мали лише одне днище. У дводувних циліндричних міхах повітря стискалося під час руху поршня у обидві боки. Такі міхи мали два днищі. Балансирні повітродувки були тихохідними, мали 8-10 об/хв.

#### Циліндричні балансирні міхи з приводом від водяного колеса
Винайдення й перше застосування циліндричних міхів пов'язане з іменами британських винахідників Ісаака Вілкінсона та Джона Смітона. Міх Вілкінсона було запатентовано 1757 року, він складався з одного циліндра й поршня й приводився у дію водяним колесом. Повітродувка Смітона мала три циліндри й так само приводилася в дію задопомоги водяного колеса. Циліндричні міхи вперше були встановлені у Англії у 1760 році на заводі «Каррон». З 1782 року у Великій Британії, а потім й на континенті Європи почали швидко розпвсюджуватися парові повітродувки, що швидко витіснили міхи, хоча міхи давали дешевше дуття. Лише там, де були великі запаси гідравлічної енергії, наприклад, у Швеції, водяні колеса збереглися як двигуни для повітродувних машин до першої половини 20 століття.

Циліндричні міхи з приводом від водяного колеса.
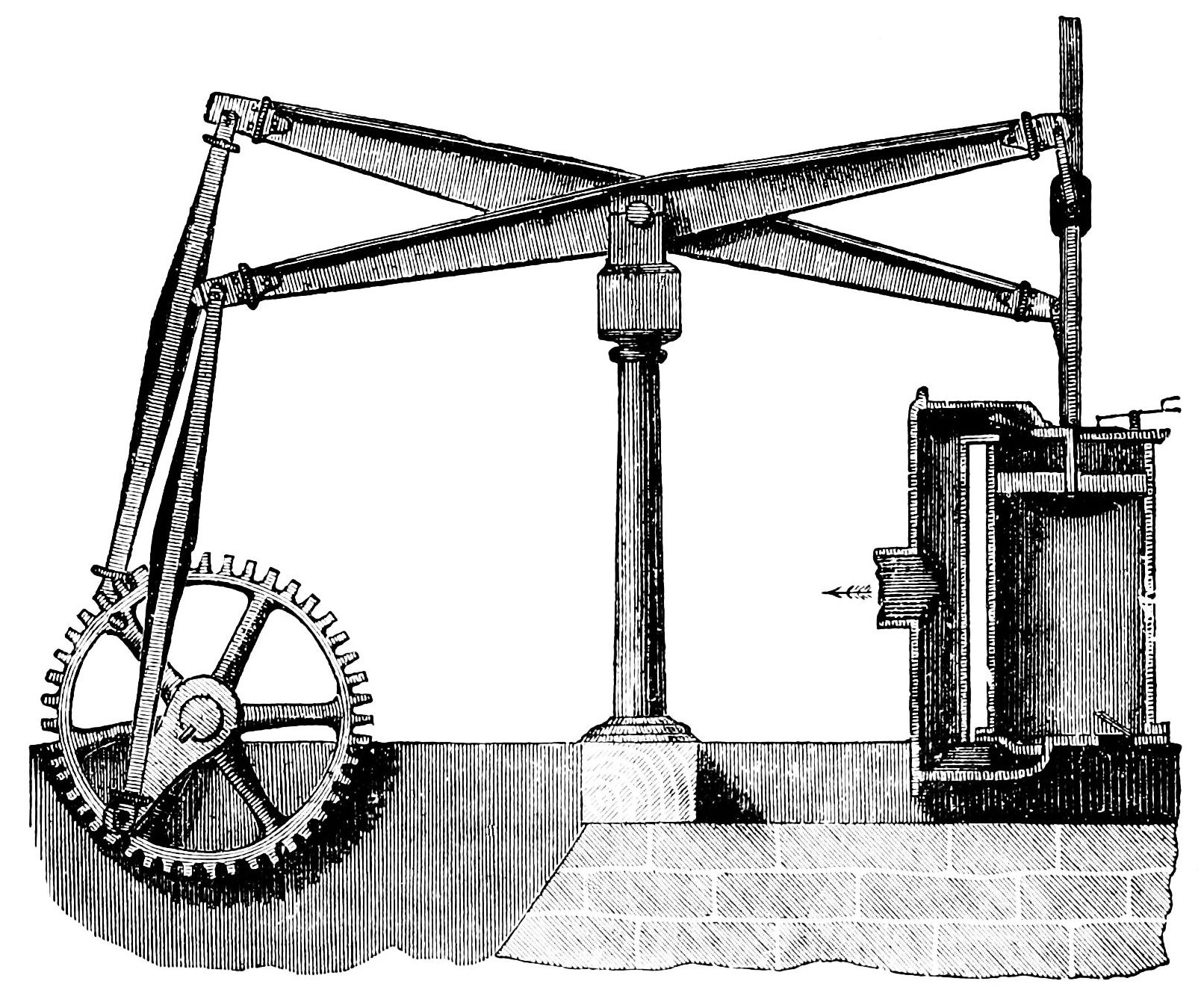
Циліндрична повітродувка найпростішої конструкції в перетині.
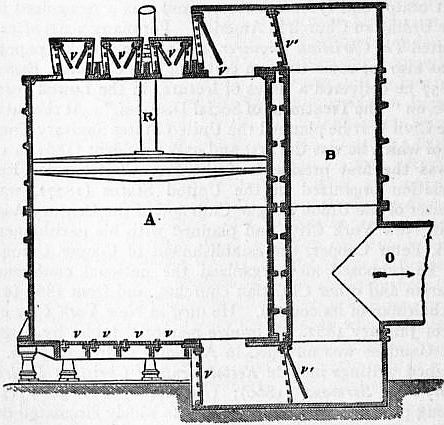
Вертикальний перетин циліндра повітродувки. 1851.
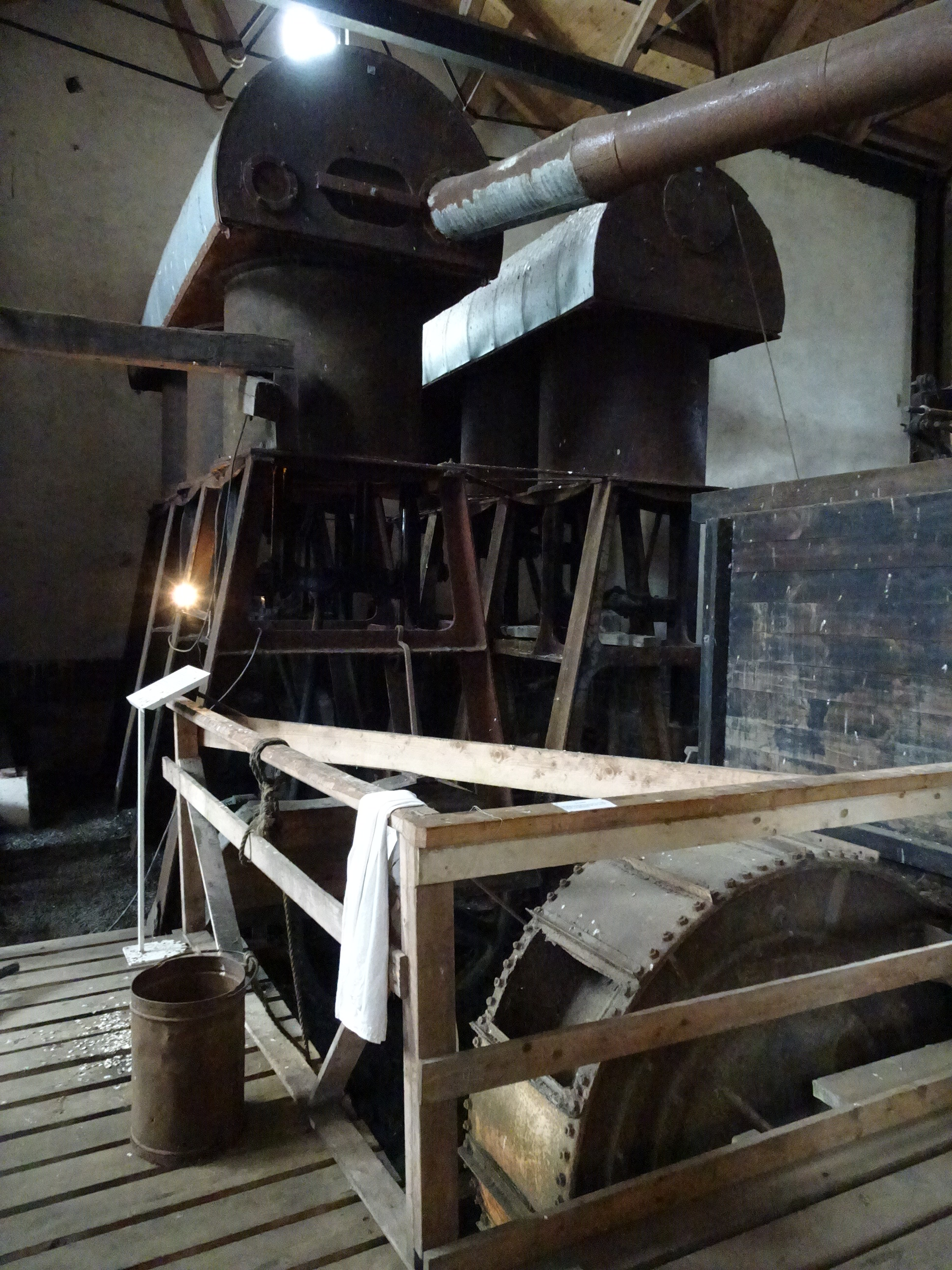
Швеція.
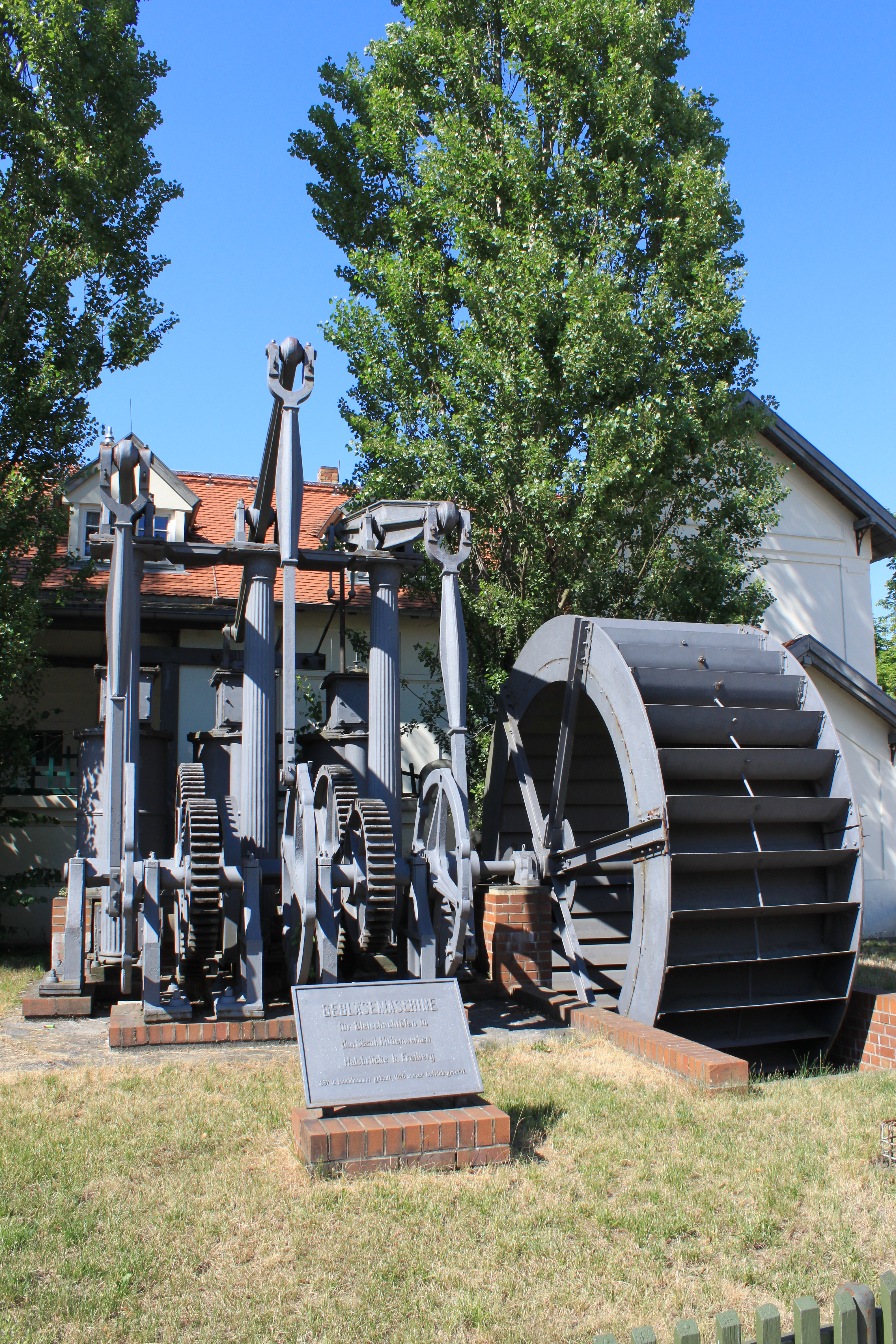
Німеччина.

#### Циліндричні балансирні міхи з приводом від парової машини

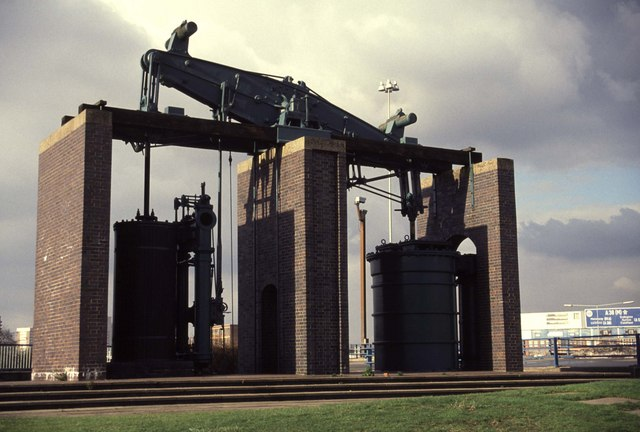
Циліндрична балансирна парова повітродувка компанії «Boulton & Watt». Побудована у 1817 році для заводу у Нетертоні. Виставлена у Бірмінгемі, Велика Британія.

З 1782 року у Великій Британії, а потім й на континенті Європи почали швидко розпвсюджуватися парові повітродувки, що швидко витіснили міхи.

### Циліндричні повітродувки з прямою передачею
Від балансирних повітродувок перейшли до циліндричних машин з прямою передачею (горизонтальні й вертикальні), що робили 80-100 об/хв.

#### Горизонтальні
У 1889 році у Бельгії на заводі у місті Серен з'явилися поршневі газоповітродувки. Вони поступово замінили парові повітродувки. Вони були машинами внутрішнього згоряння, в яких колошниковий газ доменних печей передавав рух поршню газового циліндра. Такі повітродувки мали високий ККД. Крім того, при їх використанні значно скорочувалася витрата газу порівняно з витратою його під паровими котлами для одержання пари. Газові повітродувні машини, швидко вдосконалюючись, скоро досягли граничної потужності з подачою дуття у кількості приблизно 1800 м³/хв. Тому у першій половині 20 століття, зі збільшенням об'ємів доменних печей, вони використовувалися лише на печах відносно малого об'єму з потужносттю не більше 600 т чавуну на добу, а на більших печах використовувалися турбинні повітродувки, що з'явилися дещо пізніше.

### Турбоповітродувки

#### Парові турбоповітродувки

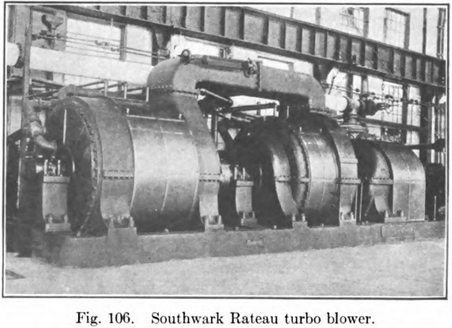
Турбоповітродувка французького інженера Рето, встановлена на одному з американських заводів. Філадельфія. 1915.

З 1905 року почали використовувати турбінні повітродувки, що також називалися вентиляторами високого тиску. Вони мали порівняно з газовими повітродувками низку значних переваг. Вони були значно дешевшими (при однаковій потужності), компактнішими, надійними в роботі, дешевшими в утримуванні, зручнішими урегулюванні ходу й економічнішими у подачі дуття у різко змінюваній кількості (чого не давали газові машини). Давали більшу кількість дуття і там, де довелося би ставити дві газові повітродувки, можна було поставити одну турбоповітродувку. У царській Росії перші паротурбоповітродувки, що з'явилися там у цей самий час, працювали на парі низьких (1,3 МН/м²) і середніх (2,9 — 3,5 МН/м²) параметрів.
Турбоповітродувки по мірі збільшення своєї потужності робилися все більш економічнішими щодо витрати пари. Вони вдосконалювалися протягом всього 20 століття й використовуються тепер.
В середині ХХ століття було досягнуто витрати 3600 м³/хв й більше під тиском 80-200 см рт. ст. (до 2,6 ат). На європейських доменних печах в той час використовувалися зазвичай повітродувки з подачею 1000—1500 м³/хв. На деревновугільних доменних печах Швеції було достатньо 75 м³/хв під тиском 5-8 см рт. ст., а на доменних пчах Уралу було достатньо 400—500 м3/хв під тиском 25-30 см рт. ст.

#### Газові турбоповітродувки
З 1943 року у низці європейських країн, а потім у США було введено у експлуатацію газотурбоповітродувки.

### Паротурбокомпресори
У другій половині 20 століття в СРСР для подачі дуття у потужні доменні печі об'ємом 2300-3000 м³ виготовляли паротурбокомпресори продуктивністю 5500 м³/хв і тиском повітря на виході повітродувки 0,5 МН/м² з приводом від парових турбін 22 тис. кВт на параметри 9 МН/м² і 535 °C. За межами СРСР на той час максимальні параметри турбін для приводу доменних компресорів не перевищували 6,7 МН/м² при 480 °C.

## Використання
У доменному виробництві повітродувки призначені для подачі у доменну піч повітря у великій кількості й з певним тиском. Доменна піч об'ємом 2002 м³ при атмосферному дутті використовує близько 3600-4400 м³/хв, або 6 млн м³ на добу.

## Будова і робота

Парова турбіна осьової турбоповітродувки. Металургійний завод компанії U.S. Steel у Дюкейні, штат Пенсильванія, США. 1989 рік.

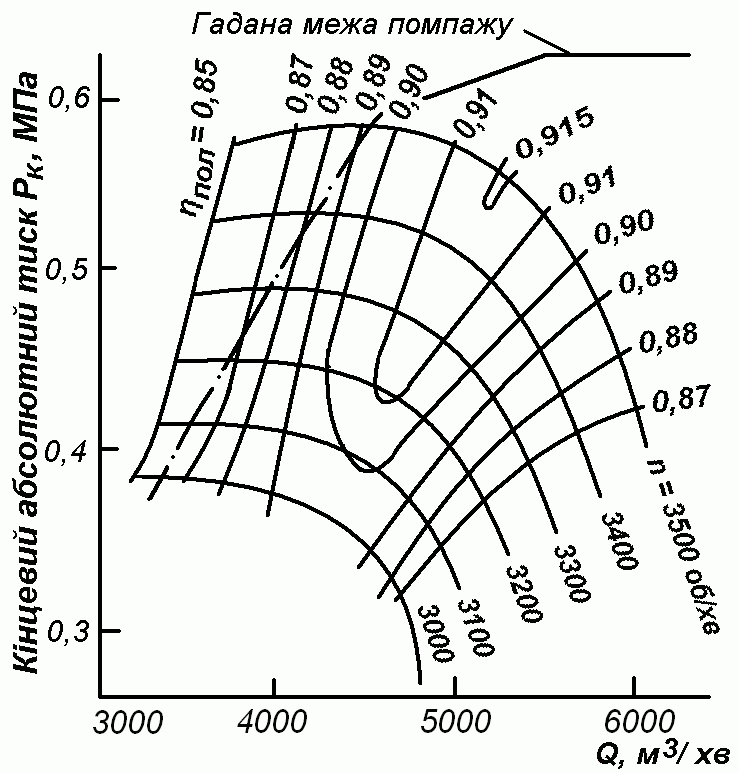
Газодинамічна характеристика турбоповітродувки типу К-5500-41-1.

На заводах України використовуються відцентрові машини з паротурбінним приводом — паротурбоповітродувки. Принцип дії цих машин полягає у тому, що робочі колеса з лопатками обертаються й завдяки відцентровій силі переміщують засмоктуване біля осі повітря у напрямку від осі до периферії. При цьому відбувається стиснення повітря. Ущільнення повітря створює статистичний напір біля периферії і розрідження на всмоктуванні біля осі робочого колеса. Оскільки машина з одним робочим колесом забезпечує підвищення тиску лише на 0,05 — 0,06 МПа, тобто не може забезпечити потрібного тиску, то на вал повітродувки вміщують кілька коліс, що послідовно збільшують тиск повітря. Колеса повітродувки утворюють так званий ротор, що прикріплений до валу, який є продовженням валу ротора парової турбіни. З повітродувки стиснене повітря подається у кільцеву ємність, що зветься «слимаком», і далі — у збиральний повітропровід.
У більшості випадків приводом турбоповітродувки є парові турбіни високого тиску, що працюють на парі під тиском 3,5 — 9,0 МПа.
Відцентрові пароповітродувки бувають з однобічними всмоктуванням і видачею повітря та двобічним всмоктуванням і спільним «слимаком», розташованим посередині ротора. Кількість обертів ротора повітродувки є доволі великою, вона становить 2500-3500 об/хв.
| Тип повітро- дувки | Продуктив- ність, м³/хв | Кінцевий тиск, кПа | Кутова швидкість ротора, об/хв | Споживана потужність, кВт | Привод              | Привод          |
| Тип повітро- дувки | Продуктив- ність, м³/хв | Кінцевий тиск, кПа | Кутова швидкість ротора, об/хв | Споживана потужність, кВт | Тип парової турбіни | Потужність, кВт |
| ------------------ | ----------------------- | ------------------ | ------------------------------ | ------------------------- | ------------------- | --------------- |
| К-7000-41-1        | 6900                    | 530                | 3360                           | 30000                     | Т-30-90-І           | 31000           |
| К-5500-41-1        | 5500                    | 520                | 3500                           | 21800                     | ВКВ-22-ІІ           | 22000           |
| К-5500-42-1        | 4100                    | 520                | 3450                           | 16500                     | ВКВ-22-І            | 20500           |
| К-3250-41-2        | 3250                    | 450                | 3320                           | 11200                     | АКВ-12-IV           | 12000           |
| К-3250-42-1        | 2450                    | 450                | 3290                           | 8500                      | АКВ-12-V            | 9800            |

Продуктивність повітродувки залежить не тільки від швидкості обертання ротора, але й від тиску дуття, зменшуючись при його підвищенні. Тиск дуття залежить від того, як працює доменна піч, як вона приймає дуття. Графічне зображення залежності продуктивності турбоповітродувки від тиску дуття при заданій кількості обертів ротора називають газодинамічною характеристикою повітродувки.

## Виноски
1. 1 2 3 4 5 6 7   Г. Г. Ефименко, А. А. Гиммельфарб, В. Е. Левченко. Металлургия чугуна. — 3-е издание. — К.: «Вища школа», Головное изд-во, 1988. — 350 с. ISBN 5-11-000064-6 (рос.)
2. 1 2 3 4 5   С. Т. Плискановский, В. В. Полтавец. Оборудование и эксплуатация доменных печей. — Днепропетровск: Пороги, 2004. — 495 с. (рос.)
3. ↑   Воздуходувные машины. // Производство хлебопекарных дрожжей / Н. М. Семихатова, М. Ф. Лозенко, Л. Д. Белова и др.- 2-е изд., перераб. и доп.- М.: ВО «Агропромиздат», 1987.- 272 с.: ил. (рос.)
4. ↑  А. И. Скиндер., Δ. Воздуходувные приборы // Энциклопедический словарь Брокгауза и Ефрона : в 86 т. (82 т. и 4 доп. т.). — СПб., 1890—1907. — Т. VIa. — С. 870-873. (рос. дореф.)
5. ↑   The Industrial Revolution in Iron: The Impact of British Coal Technology in Nineteenth-Century Europe. Edited by Chris Evans and Göran Rydén. — Ashgate, 2005. (англ.)
6. ↑   Laurence Ince. The South Wales Iron Industry, 1750—1885. — Ferric, 1993. — Р. 11. (англ.)
7. 1 2 3 4 5   М. А. Павлов. Металлургия чугуна. Часть первая. 4-е издание. — М., 1955. — С. 13 — 15. (рос.)
8. 1 2 3   Воздуходувки. // {{{2}}} // Большая советская энциклопедия : у 30 т. / гл. ред. А. М. Прохоров. — 3-е изд. — М. : «Советская энциклопедия», 1969—1978. (рос.).